# روشنگری آمریکایی
روشنگری آمریکایی یا عصر روشنگری آمریکا دوره‌ای از شور فکری و فلسفی در سیزده مستعمرهٔ بریتانیا در قرن ۱۸ تا ۱۹ بود که به انقلاب آمریکا و ایجاد ایالات متحده آمریکا انجامید. روشنگری آمریکایی تحت تأثیر عصر روشنگری قرن ۱۷ و ۱۸ در اروپا و فلسفه بومی آمریکا قرار گرفت. به گفتهٔ جیمز مک گرگور برنز، روح روشنگری آمریکایی بر مبنای این بود که به آرمان‌های روشنگری شکلی کاربردی و مفید در زندگی ملت و مردم بدهد.
فلسفه اخلاقیِ غیر مذهبی، جایگزین الهیات در بسیاری از برنامه‌های درسی دانشگاه شد. برخی از کالج‌ها برنامه‌های درسی خود را اصلاح کردند تا شامل فلسفه طبیعی (علوم)، نجوم مدرن و ریاضیات شود و کالج‌هایی به سبک آمریکایی «مدل جدید» تأسیس شدند. از نظر سیاسی، این عصر با تأکید بر برابری تحت قانون، آزادی اقتصادی، جمهوری‌خواهی و تساهل مذهبی مشخص می‌شود، همان‌طور که در اعلامیه استقلال ایالات متحده به وضوح بیان شده‌است.
در میان برجسته‌ترین نمایندگان روشنگری آمریکا، روسای کالج‌ها، از جمله رهبران مذهبی پیوریتن‌ها، جاناتان ادواردز، توماس کلاپ، و ازرا استایلز، و فیلسوفان اخلاق انگلیسی ساموئل جانسون و ویلیام اسمیت بودند. متفکران سیاسی برجسته جان آدامز، جیمز مدیسون، توماس پین، جورج میسون، جیمز ویلسون، اتان آلن، و الکساندر همیلتون، و بنجامین فرانکلین و توماس جفرسون بودند.
اصطلاح «روشنگری آمریکایی» در دوران پس از جنگ جهانی دوم ابداع شد و در قرن ۱۸ زمانی که انگلیسی زبانان معمولاً به فرایند «روشنفکر شدن» اشاره می‌کردند، استفاده نمی‌شد.

## تاریخ
تاریخ‌های مختلفی برای روشنگری آمریکایی پیشنهاد شده‌است، از جمله ۱۷۵۰–۱۸۲۰، ۱۷۶۵–۱۸۱۵، و ۱۶۸۸–۱۸۱۵. یکی از تاریخ دقیق‌تر پیشنهادی ۱۷۱۴ است، که مجموعه‌ای از کتاب‌های روشنگری توسط جرمیا دامر به کتابخانه کالج ییل در کنتیکت اهدا شد. آنها توسط یک دانشجوی فوق لیسانس ساموئل جانسون، که آنها را مطالعه کرد، اهدا شدند. او دریافت که آنها با آموخته‌های پیوریتنهاانی او در تضاد هستند. او نوشت که «همه اینها برای وضعیت نابسامان او مانند سیل روز بود» و او خود را چنان دید که «از درخشش گرگ و میش در آفتاب کامل روز باز بیرون می‌آید». دو سال بعد در سال ۱۷۱۶، جانسون به عنوان یک معلم خصوصی، برنامه درسی جدیدی را با استفاده از کتاب‌های روشنگری اهدایی دامر به دانشگاه ییل معرفی کرد. جانسون آنچه را که «آموزش جدید» نامید، ارائه کرد که شامل آثار و ایده‌های فرانسیس بیکن، جان لاک، آیزاک نیوتن، رابرت بویل، کوپرنیک و آثار ادبی شکسپیر، جان میلتون و جوزف ادیسون بود. ایده‌های روشنگری به استعمارگران معرفی شد و از طریق شبکه‌های آموزشی و مذهبی پیوریتن به ویژه از طریق کالج ییل در سال

## بردباری مذهبی
پدران بنیان‌گذار، به ویژه بنجامین فرانکلین، توماس جفرسون، جیمز مدیسون و جورج واشینگتن، برای گروه‌های اقلیت مبارزه کردند و در نهایت به آزادی مذهبی برای گروه‌های اقلیت دست یافتند. به گفته بنیانگذاران، ایالات متحده باید کشوری باشد که در آن مردمان از همه ادیان بتوانند در صلح و منافع متقابل زندگی کنند. مدیسون این ایده‌آل را در سال ۱۷۹۲ خلاصه کرد و گفت: «وجدان مقدس‌ترین دارایی است.»

## جریان‌های فکری
روشنگری آمریکایی از یک سو از آثار متفکران سیاسی اروپایی مانند جان لاک، میشل دو مونتنی و ژان ژاک روسو که ایده‌هایی در مورد دموکراسی را از گزارش‌های تحسین‌برانگیز ساختارهای دولتی سرخپوستان آمریکایی که از مسافران اروپایی به دنیای جدید بازگردانده شده بودند، به وجود آورد. قرن شانزدهم مفاهیم آزادی و آرمان‌های مدرن در «کپر سرخ‌پوستان بومی آمریکایی» متولد شد و در هیورون ولتر ماندگار شد. در حالی که بین سال‌های ۱۷۱۴ و ۱۸۱۸، یک تغییر فکری رخ داد که به نظر می‌رسید مستعمره‌های بریتانیایی آمریکا را از یک پس‌آب دور به یک رهبر در زمینه‌های مختلف تبدیل کرد - فلسفه اخلاق، اصلاحات آموزشی، احیای دینی، فناوری صنعتی، علم، و از همه مهم‌تر، در فلسفه سیاسی، ریشه‌های این تغییر در خانه رشد کرده‌است. آمریکا در مورد ساختار سیاسی مبتنی بر «جستجوی خوشبختی» اجماعی را مشاهده کرد که تا حد زیادی بر اساس منابع بومی، هر چند سوء تفاهم شده بود، تأکید کرد. تلاش برای آشتی دادن علم و دین گاه منجر به رد نبوت، معجزه و دین وحی می‌شد و در نتیجه در میان برخی از رهبران بزرگ سیاسی عصر، به دادارباوری گرایش پیدا می‌کرد.

## علوم
دانشمندان برجسته شامل فرانکلین کارشان در مورد الکتریسیته بود. جرد الیوت برای کارش در متالورژی و کشاورزی؛ دیوید ریتنهاوس در نجوم، ریاضیات و ابزار. بنجامین راش در علم پزشکی؛ چارلز ویلسون پیل در تاریخ طبیعی؛ و کادوالادار کولدن برای کارش در گیاه‌شناسی و بهداشت شهر. دختر کولدن، جین کولدن، اولین گیاه‌شناس زن بود که در آمریکا کار می‌کرد. بنجامین تامپسون یک دانشمند برجسته به ویژه در زمینه گرما بود.

## معماری، هنر و فرهنگ
پس از سال ۱۷۸۰، سبک فدرال معماری آمریکایی شروع به انحراف از سبک جرجی کرد و به یک سبک منحصر به فرد آمریکایی تبدیل شد. در سال ۱۸۱۳، ایثیل تاون اولین کلیسای سبک گوتیک را در آمریکای شمالی، کلیسای ترینیتی در گرین در نیوهیون، کانکتیکات، طراحی کرد که قبل از احیای گوتیک انگلیسی به مدت یک دهه پیش از آن بود. در زمینه‌های ادبیات، شعر، موسیقی و نمایش تلاش‌های هنری نوپایی به‌ویژه در فیلادلفیا پیش از جنگ انجام شد، اما فرهنگ آمریکایی (غیر مردمی) در این زمینه‌ها در بیشتر دوره‌ها عمدتاً تقلید از فرهنگ بریتانیا بود.

## جمهوری‌خواهی و لیبرالیسم
جمهوری‌خواهی آمریکایی بر رضایت حاکمان، رهایی از اشراف و مقاومت در برابر فساد تأکید داشت. این نشان دهنده همگرایی جمهوری‌خواهی کلاسیک و جمهوری‌خواهی انگلیسی (مردان مشترک المنافع قرن هفدهم و ویگ‌های کشور انگلیسی قرن هجدهم) بود.

## اعلامیه استقلال
اعلامیه استقلال ایالات متحده، که عمدتاً توسط توماس جفرسون نوشته شده بود، توسط دومین کنگره قاره ای در ۴ ژوئیه ۱۷۷۶ تصویب شد. در متن بند دوم اعلامیه استقلال آمده‌است:
ما این حقایق را بدیهی می‌دانیم، که همه انسان‌ها برابر آفریده شده‌اند، که توسط خدای خالق خود دارای حقوق مسلمی هستند که از جمله آنها می‌توان به حق زندگی، آزادی و جستجوی خوشبختی اشاره کرد.

## دادارباوری
هم روشنگری میانه‌رو و هم روشنگری رادیکال یا انقلابی واکنش‌هایی علیه اقتدارگرایی، غیرعقلانی بودن و ظلمت‌پرستی کلیساهای مستقر بودند. فیلسوفانی مانند ولتر، دین سازمان یافته را دشمن رشد عقل و پیشرفت علم و ناتوان از راستی آزمایی ترسیم کردند. یک دین جایگزین، دادارباوری بود، اعتقاد فلسفی به خدایی که مبتنی بر عقل است، نه وحی یا جزم مذهبی. این تصور رایجی در میان فیلسوفانی بود که نگرش‌های دئیستی را به درجات مختلف اتخاذ کردند. دئیسم تأثیر زیادی بر اندیشه روشنفکران و بنیانگذاران، از جمله آدامز، فرانکلین، شاید واشینگتن و به ویژه جفرسون گذاشت. گویاترین بیانگر توماس پین بود که «عصر خرد» در فرانسه نوشته شد و به زودی به ایالات متحده رسید. پین بسیار بحث‌برانگیز بود. هنگامی که جفرسون به دلیل دئیسمش در انتخابات ۱۸۰۰ مورد حمله قرار گرفت، سیاستمداران دموکرات-جمهوری‌خواه تلاش کردند تا نامزد خود را از پین دور کنند. وحدت گرایی و دئیسم به شدت مرتبط بودند، اولی توسط جوزف پریستلی به آمریکا آورده شد. ساموئل جانسون لرد ادوارد هربرت را «پدر دادارباوری انگلیسی» نامید.